# Topór
Topór (Bipenium, Kołki, Starża, Wścieklica) was een Poolse heraldische clan (ród herbowy) van middeleeuws Polen en later het Pools-Litouwse Gemenebest. Topór betekent letterlijk bijl. Het oudste zegel met het Sulima-wapen stamt uit 1282 en het oudste document met een vermelding naar de clan uit 1401.
De historicus Tadeusz Gajl heeft 637 Poolse Topór clanfamilies geïdentificeerd.

## Telgen
De clan bracht de volgende bekende telgen voort:
- Sieciech, staatsman

## Galerij

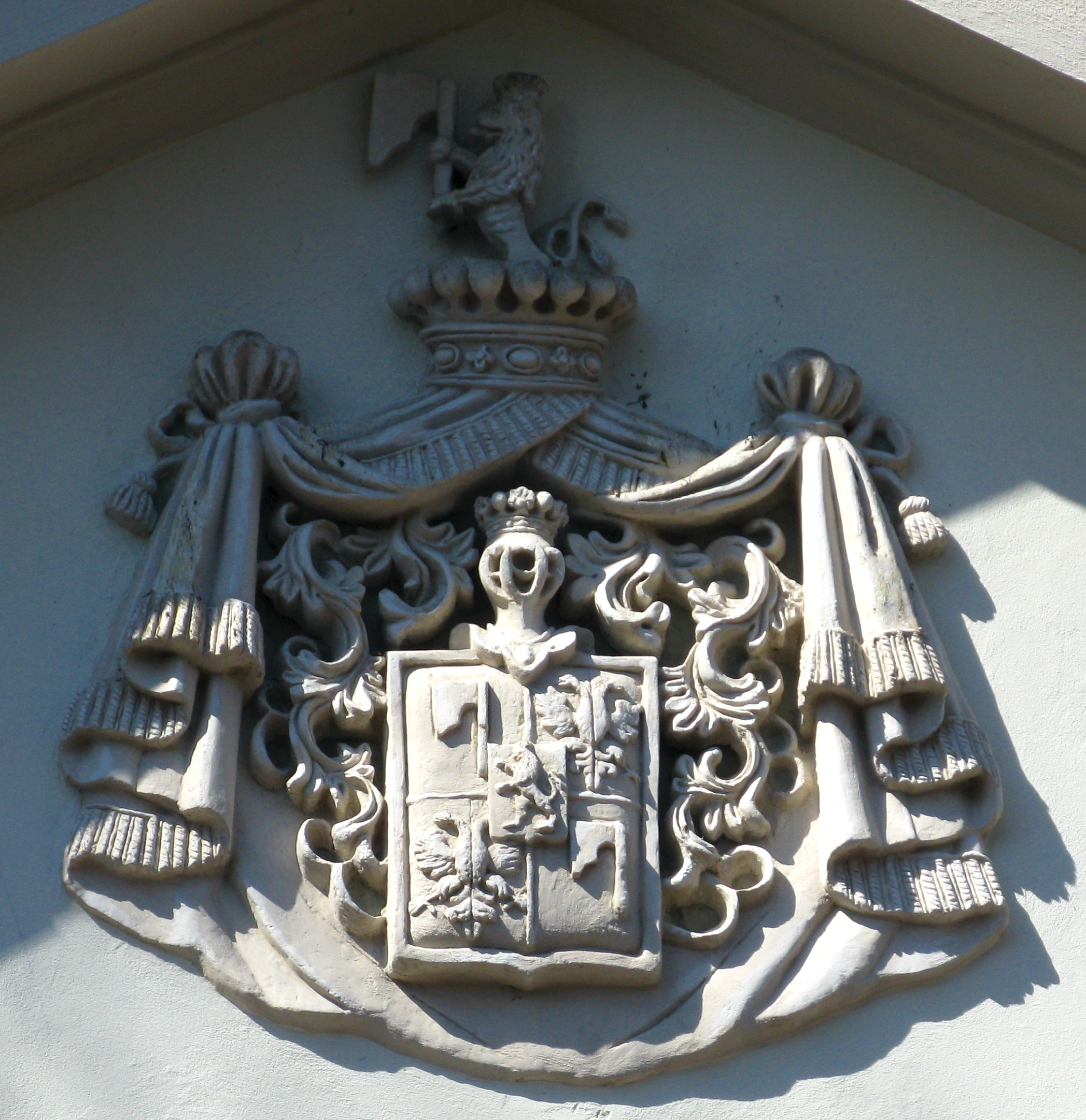
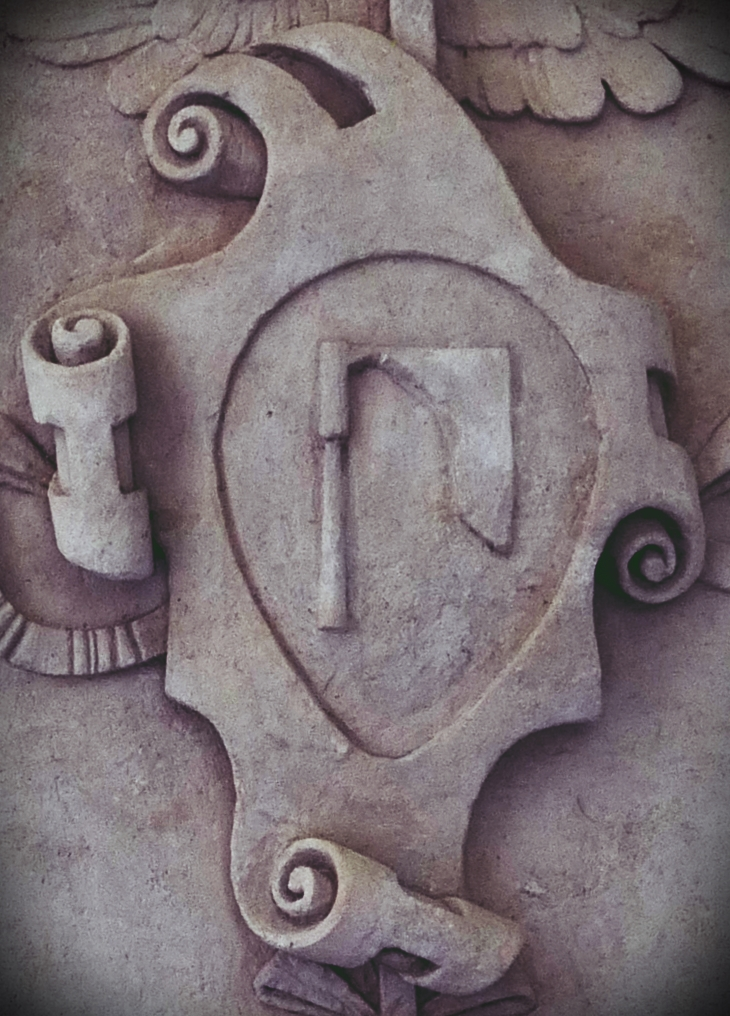
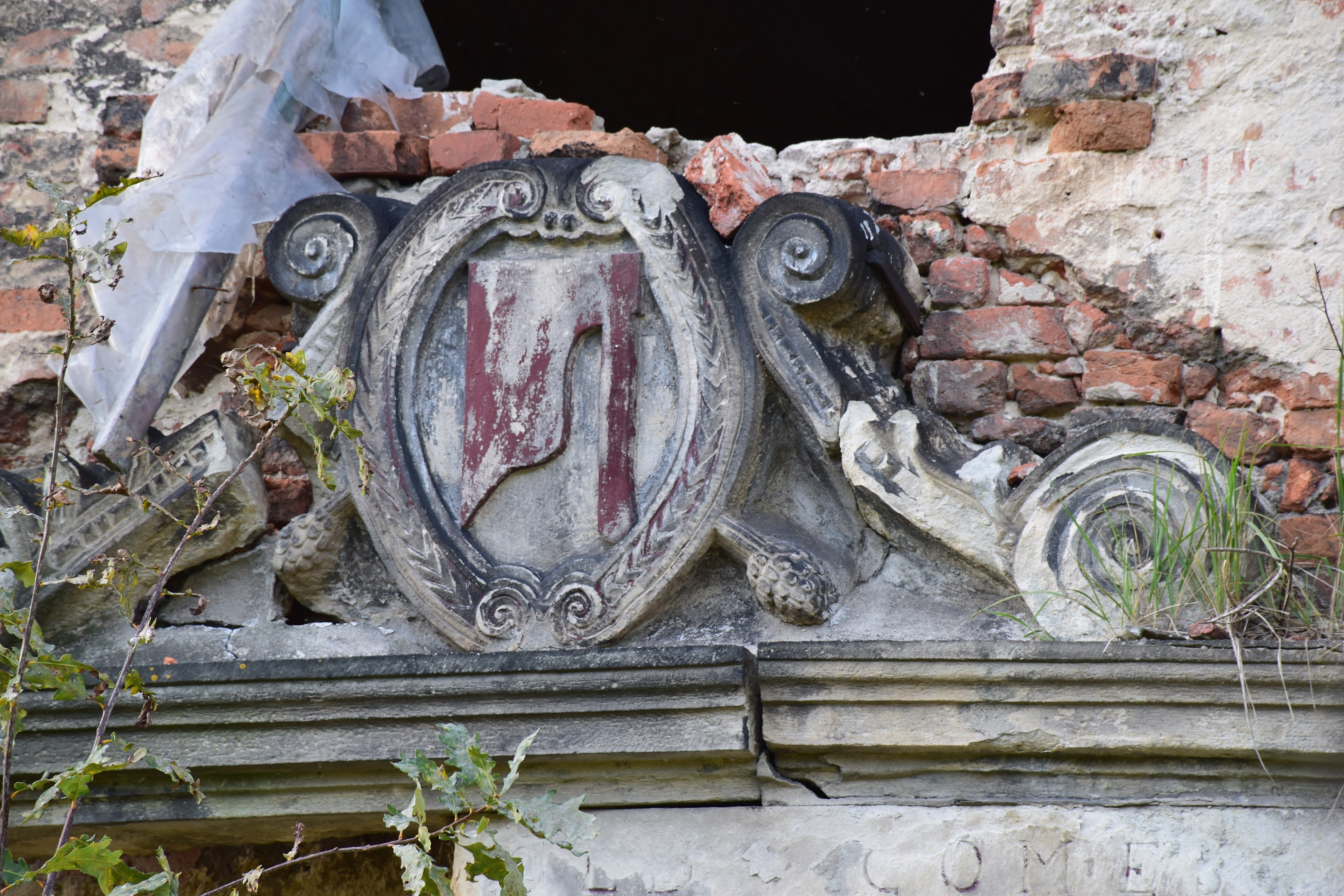
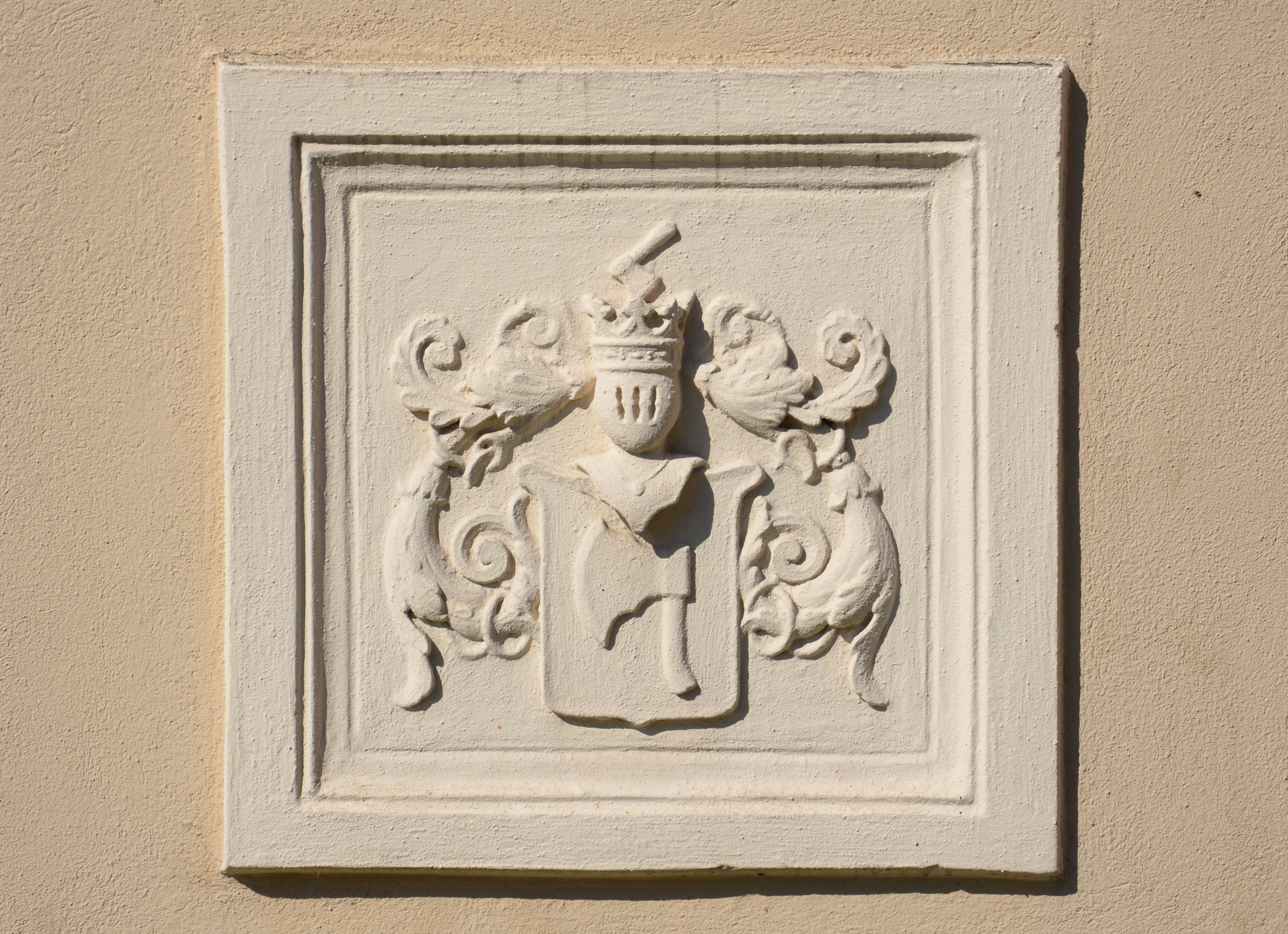
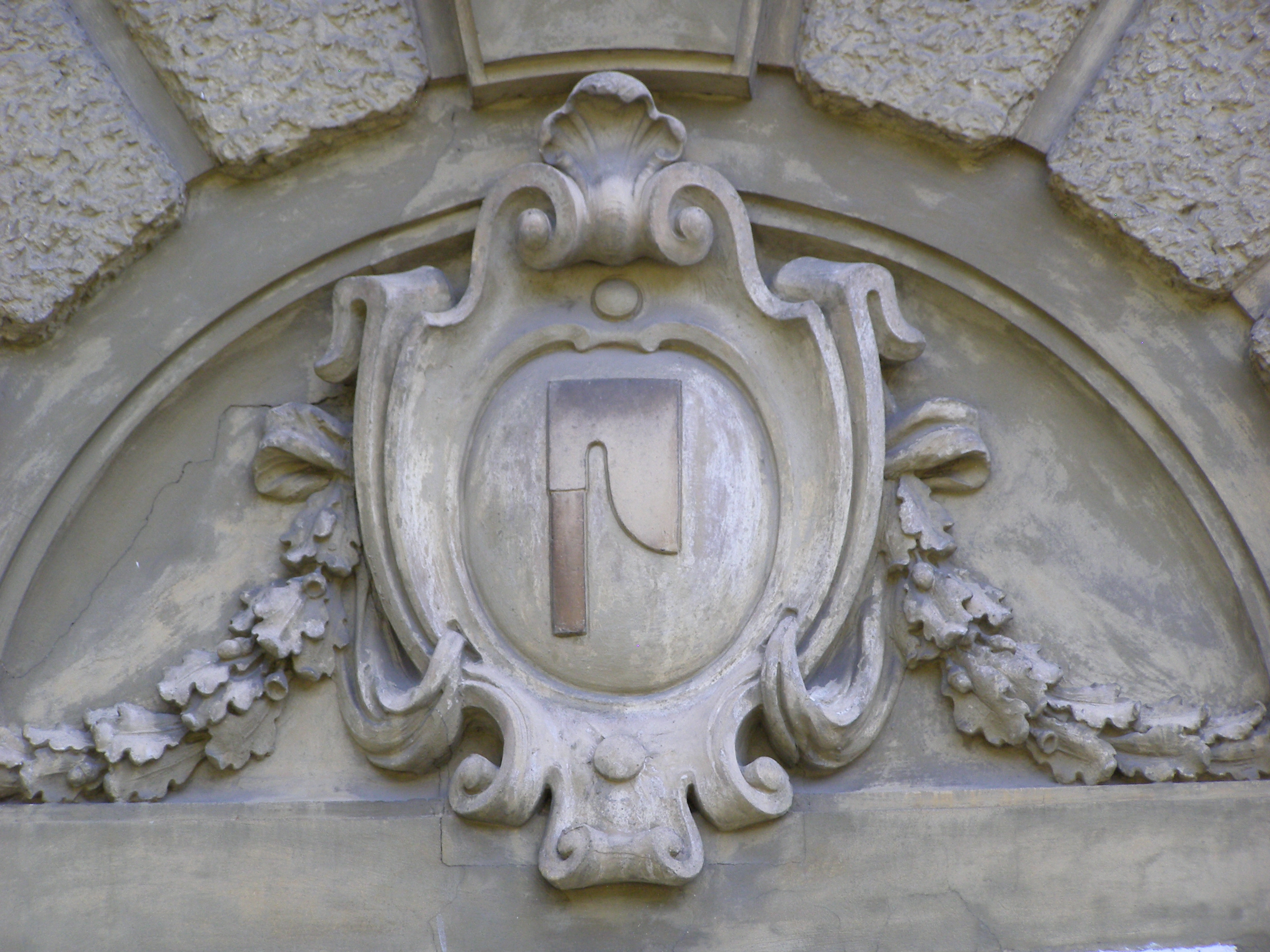
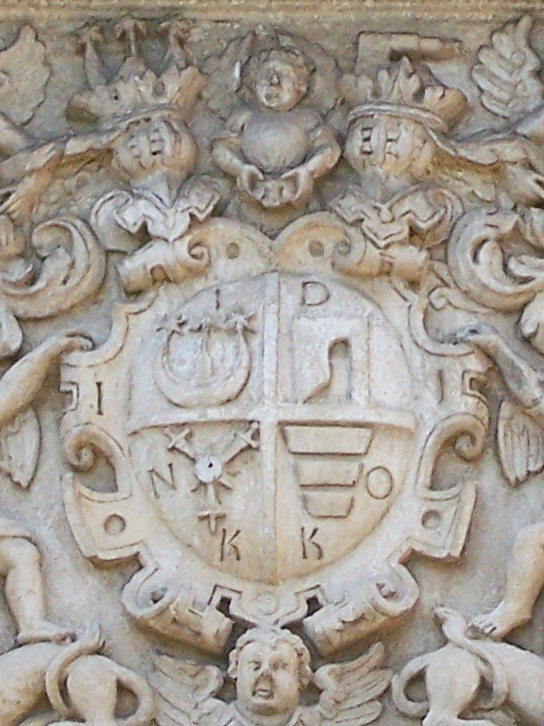
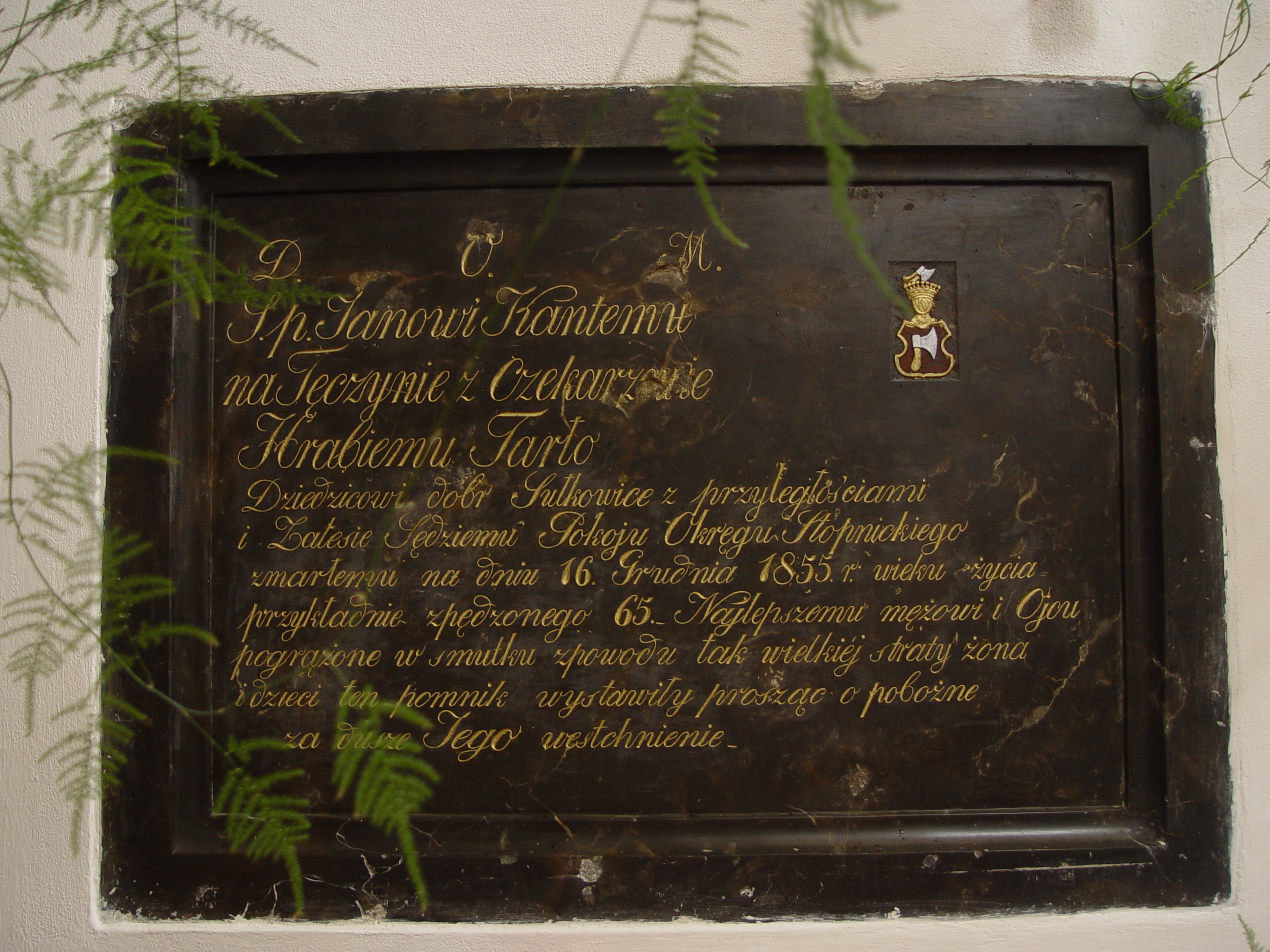
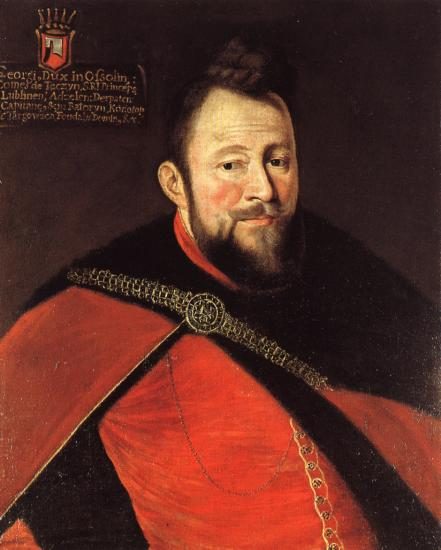